# Margaretha van Valckenburch
Margaretha van Valckenburch, född 20 augusti 1565 i Antwerpen, död 16 juli 1650 i Amsterdam, var en nederländsk företagare och delägare, bewindhebbers, inom Nederländska Ostindiska Kompaniet. Hon är den enda kvinna som varit delägare i Nederländska Ostindiska Kompaniet. 
Margaretha van Valckenburch var dotter till sidenhandlaren Jan van Valckenburch (c.1538-1603) och Elisabeth van Vaerleer (?-1623), och gifte sig 1587 med handlaren Marcus de Vogelaer (1566?-1610). Paret hade tolv barn. 
Både hennes far och hennes make var förmögna och framgångsrika handlande. Vid sin fars död 1603 och sedan makes död 1610 ärvde hon en av de största förmögenheterna och handelsföretagen i Nederländerna, som hon i egenskap av änka och myndig och med ansvar för 10 minderåriga barn själv tog hand om. Hon ärvde också makens placeringar på 18.000 gulden i Nederländska Ostindiska Kompaniet, som gjorde henne till delägare i kompaniet, vilket var den första och enda gången en kvinna hade en sådan ställning i kompaniet. Hon ökade dessutom sin andel i kompaniet 1612 genom köp av ytterligare 20.000 aktier. Som chef för sitt handelsföretag handlade hon med Ryssland och Venedig. Hon avslutade handeln med Ryssland 1624, men behöll sina kontakter med Moskva och bekostade 1631 tsarens armé mot ett svenskt angrepp. Allteftersom hennes äldste son blev äldre inkluderade hon honom mer i företaget, men överlät det aldrig på honom utan var fortsatt aktiv. 
Som person beskrivs Margaretha van Valckenburch som tillbakadragen: hon föredrog att inte inta någon framträdande plats i det sociala livet bland Amsterdams köpmanselit, och det finns till exempel inte någon känd avbildning av henne. 